# Camillo Marinone
Camillo Marinone, né le 24 mai 1909 et mort à une date inconnue, est un ancien joueur italien de basket-ball.

## Palmarès
- Finaliste du championnat d'Europe 1937
- Champion d'Italie 1936, 1937, 1938, 1939